# Der Kuss (Rodin)

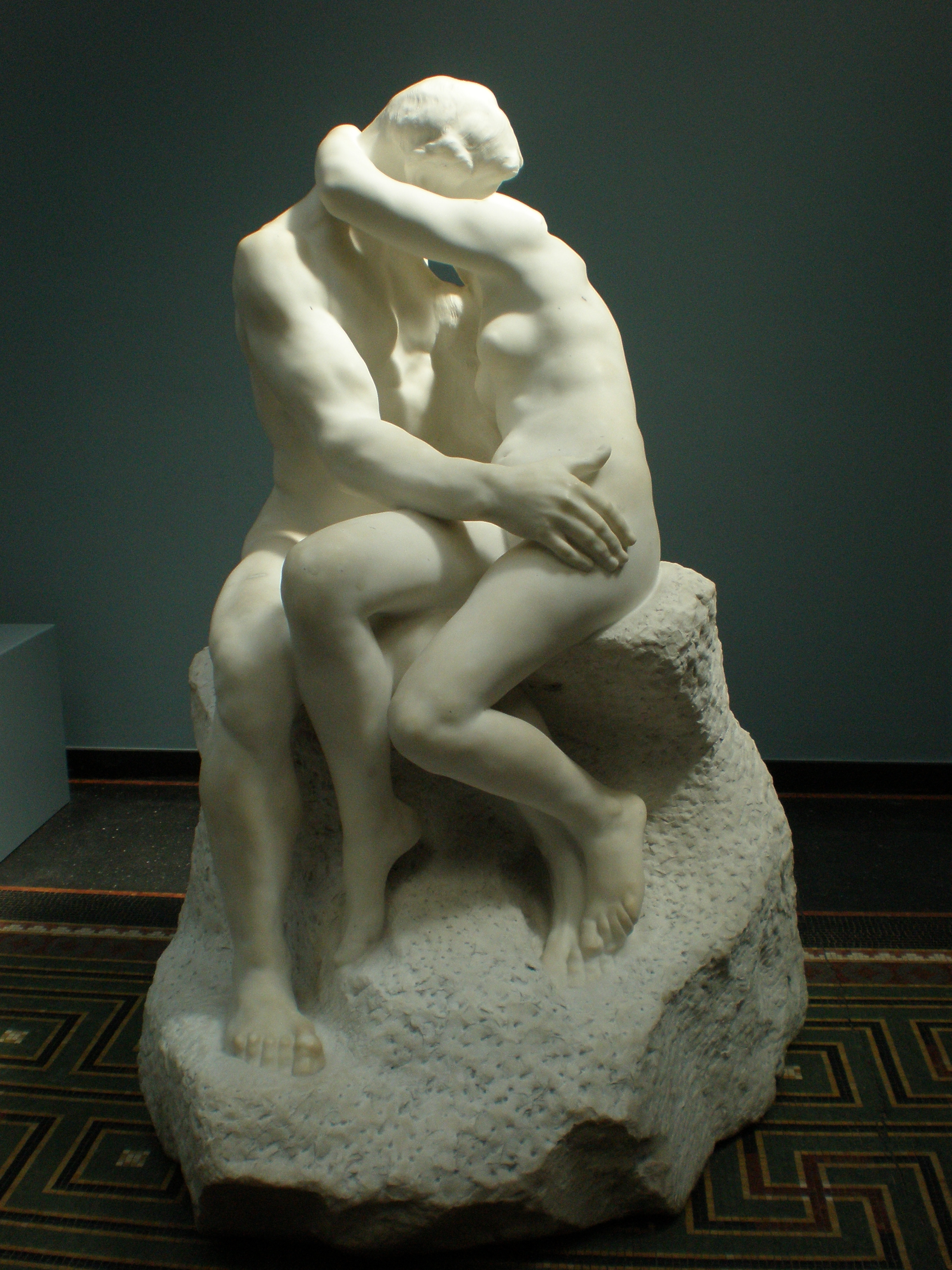
Dritte Kopie der Skulptur Der Kuss (1886) von Auguste Rodin in der Ny Carlsberg Glyptotek

Der Kuss, französischer Originaltitel Le Baiser, ursprünglich auch Francesca da Rimini, ist eine weltbekannte Marmorskulptur des französischen Bildhauers Auguste Rodin, die 1880 zunächst als 85 cm hohe Bronzeskulptur nach einem Tonmodell entstand und danach noch mehrfach, auch in vergrößerter Form, in unterschiedlichen Materialien kopiert wurde. Die Figurengruppe stellt eine Szene aus Dante Alighieris Werk Göttliche Komödie dar, in der sich die Figuren Francesca da Rimini und Paolo Malatesta, der Bruder ihres Ehemanns, küssen. Auf Grund ihrer Popularität gibt es die Skulptur heute in zahllosen Ausführungen und Größen. Das Original befindet sich im Musée Rodin, Paris. Kopien sind in vielen bekannten Kunstmuseen ausgestellt. Die Skulptur gilt heute als ikonografisches Werk für die künstlerische Darstellung des Themas Liebe.

## Geschichte

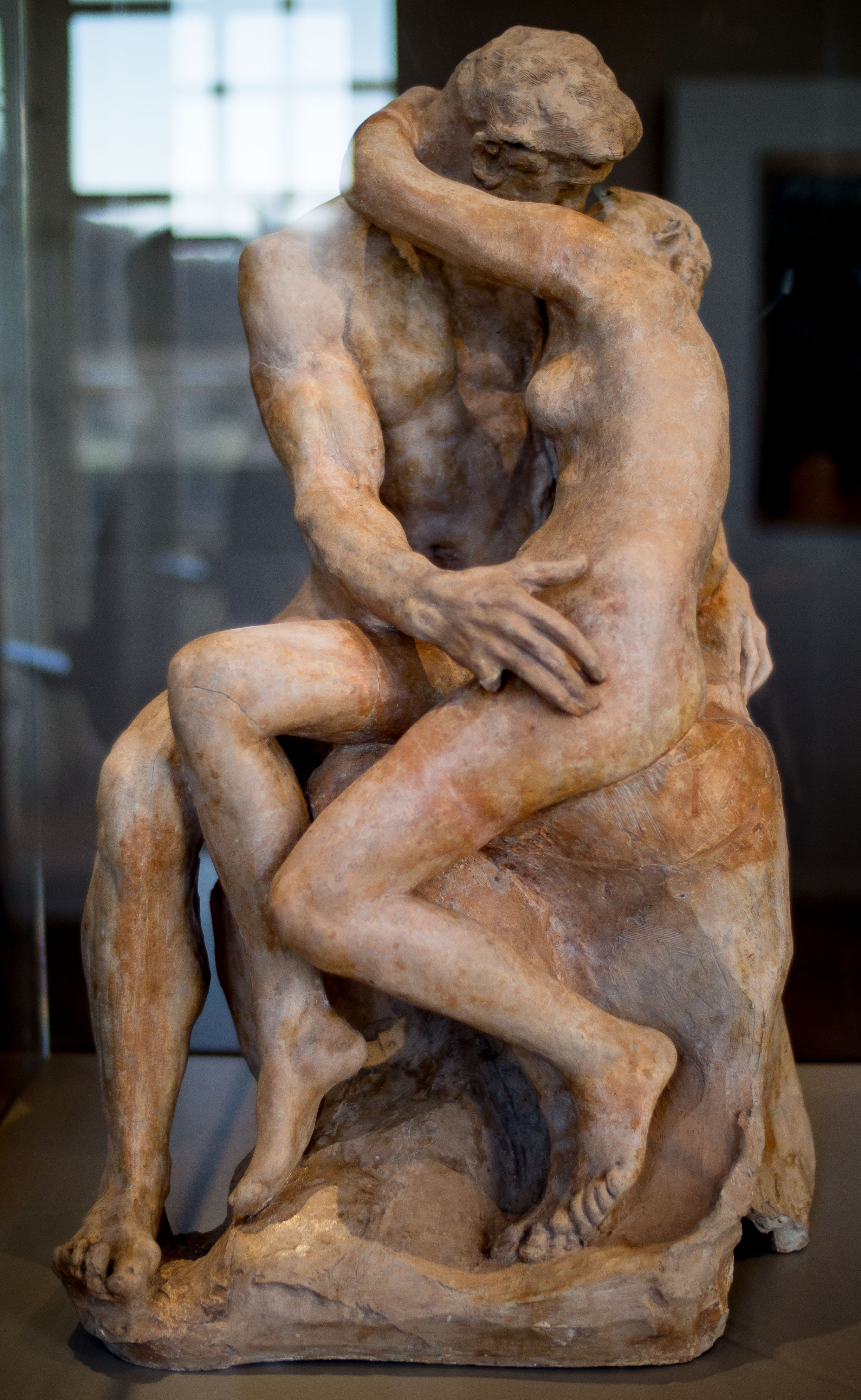
Modell der Originalskulptur aus Terrakotta, etwa 1881, Musée Rodin, Paris

Im Jahr 1880 erhielt Rodin den Auftrag, für das geplante neue Pariser Kunstgewerbemuseum Skulpturen für den Eingang zu schaffen. Rodin wählte als Thema das Höllentor aus Dantes Göttlicher Komödie. Die daraus stammenden Figuren Paolo und Francesca sollten eine Seite dieser Höllenpforte schmücken, doch 1886 entschied Rodin, der einen tragischen Charakter für das Höllentor wollte, dass der Kuss einer verbotenen Liebe ein eigenständiges Werk werden sollte. Das Museum wurde aber nie gebaut, sondern stattdessen der Gare d’Orsay.
In jener Zeit war erotische Kunst in vielen Darstellungen beliebt. Auch Rodin stellte mehrere Werke zu diesem Thema her, darunter Amor und Psyche, Die Sünde und Fliehende Liebe. Auch für seinen Kuss schuf er viele Vorstudien, Modelle und Zeichnungen. Er verwandte auch Fotografien, um die gewünschte Form der endgültigen Skulptur zu erreichen. Während die Figurengruppe 1887 von den Betrachtern noch als anstößig empfunden wurde und einen Skandal auslöste, hatte Rodin später einen großen Erfolg mit dem Werk. Es wurde auf mehreren internationalen Ausstellungen gezeigt. Mit zunehmendem Ruhm und Einkommen arbeiteten in seiner Werkstatt zahlreiche Praktikanten und Helfer, die nur Kopien und Repliken herstellten. 1893 war die Skulptur für Frankreich auf der World’s Columbian Exposition in Chicago ein nicht öffentlich zu besichtigendes Exponat, da das dargestellte Thema, der erotische Kuss, als ungeeignet für die Öffentlichkeit angesehen wurde. Es musste ein Antrag auf Besichtigung gestellt werden. Der französische Staat bestellte die erste lebensgroße Version für die Weltausstellung von 1889 in Paris. Rodin brauchte für die Herstellung fast zehn Jahre. Die Arbeit wurde der Öffentlichkeit erstmals im Salon de la Société Nationale des Beaux-Arts gezeigt und kam 1900 in das Musée du Luxembourg. 1918 gelangte sie schließlich zu ihrem heutigen Standort, dem Musée Rodin. Auch für die Weltausstellung im Jahr 1900 wurde eine lebensgroße Replik geordert. Die Museen in London und Kopenhagen besitzen Kopien dieser vergrößerten Version. Im Jahr 1900 bestellte der amerikanische Kunstsammler Edward Perry Warren, bekannt geworden durch den Warren Cup, eine Kopie bei Auguste Rodin, die 1904 an den Wohnsitz Warrens in England geliefert wurde. Nach dem Tode Warrens ging sie an die Londoner Tate Gallery of Modern Art. Eine weitere Replik kaufte 1900 der dänische Industrielle und Kunstsammler Carl Jacobsen für sein geplantes Museum in Kopenhagen. 1903 war sie fertiggestellt und wird seit 1906 in der Sammlung der Ny Carlsberg Glyptotek gezeigt.

## Ausführung, Beschreibung und Rezeption
Die Skulptur besteht aus pentelischem Marmor. Das Exemplar im Musée Rodin, Paris (Inventarnummer S. 1002/Lux.132), hat die Maße 181,5 cm in der Höhe und 112,5 × 117 cm in der Grundfläche. Die Figuren sind aus einem Block herausgearbeitet, der teilweise noch grobe ursprüngliche Bruchkanten aufweist. Die Körper sind fein und geschliffen herausgearbeitet, die Formen des Blocks sind grob mit dem Spitzeisen bearbeitet. Zugerechnet wird die Skulptur dem Impressionismus, einer französischen Kunstrichtung des 19. Jahrhunderts, die eher die Malerei charakterisiert. Auch dem Symbolismus wird das Werk zugerechnet.
Dargestellt sind zwei nackte, sitzende Figuren, die sich in einer innigen Umarmung befinden. Die rechte Hand des Mannes ruht auf der Hüfte der Frau. Die Frau umschlingt mit ihrem linken Arm den Hals des Mannes und zieht ihn so zu ihrem Gesicht hinunter. Das rechte Bein der Frau ruht auf dem linken Oberschenkel des Mannes. In der linken Hand hält der Mann ein Buch. Die Skulptur ist allseitig bearbeitet, aber die Hauptansicht ist die Vorderseite der Figuren mit ihren Armen und Beinen, die Armhaltung bildet eine parallele Form. Der Körper der Frau ist nach rechts gedreht, der des Mannes nach links, so dass sich die Vorderseiten der Körper aneinander zuneigen und die Gesichter fast völlig verdeckt sind.
Bei genauer Betrachtung stellt sich heraus, dass sich die Lippen der beiden Figuren nicht berühren, es ist eine sehr innige Umarmung, auf die entweder der Kuss noch erfolgt oder bereits erfolgt ist, was die Spannung beim Betrachter steigert.
Es handelt sich um eine idealisierte Schönheit. Die Körper sind durch den Marmorblock untrennbar verbunden, was auch auf die Figuren Paolo und Francesca aus Dantes Göttlicher Komödie zutrifft. Paolo und Francesca da Rimini sind ein ehebrecherisches Liebespaar, dem im fünften Gesang Dante in der Hölle begegnet. Rodin stellt in seiner Skulptur den Moment dar, in dem sich die Liebenden, nachdem sie die Geschichte von Lancelot und Guinevere, dem Liebespaar aus der Artussage, gelesen haben, küssen wollen und dann von Francescas Ehemann getötet werden. In der linken Hand, hinter dem Rücken von Francesca, hält Paolo ein angedeutetes Buch. Obwohl Rodin seine Inspiration hauptsächlich aus der Vorlage der Dante-Dichtung bezog, weist die Komposition durchaus Einflüsse seiner damaligen Freundin, Muse und Modell Camille Claudel auf. Rodin selbst fand seine Arbeit nicht besonders tiefsinnig, im Gegensatz zu den Kritikern seiner Zeit.
Die französische Kunsthistorikerin Anne-Marie Bonnet sieht in Rodins Kuss ein aus der bis dahin üblichen Kunst herausragendes zeitloses Werk, das die Beziehung zwischen Mann und Frau in einer rein physischen Weise darstellt. Es gibt keine allegorischen oder mythischen Zutaten oder Attribute. Allein die naturalistische Nacktheit gibt dem Paar eine ungehemmt sinnliche Direktheit. Damit durchbrach Rodin alle Konventionen und Sichtweisen seiner Epoche. Der Mann befindet sich nach Bonnets Ansicht in einer angespannten Körperhaltung, die auf Widerstand schließen lässt, die Frau hingegen versucht sich anzuschmiegen, ihr rechtes Bein drängt sich zwischen seine Knie, sie umschlingt den Hals des Mannes. Im Gegensatz zu anderen Interpretationen küssen sich die beiden wirklich. Allerdings berühren sich ihre Körper nicht, zwischen ihnen bleibt ein 10 bis 20 cm breiter unbearbeiteter Bereich des Marmorblocks. Es scheint eine Art Versuch der Eroberung eines Widerstrebenden seitens der Frau zu sein.

## Ausstellungen (Auswahl)
- 1887 Ausstellung in der Galerie Georges Petit, Paris, wo die Skulptur einen Skandal verursachte.[12]
- 1889 gemeinsam mit Claude Monet Ausstellung in der Galerie Georges Petit
- „Salon de la Société nationale des beaux-arts“ in Paris 1898.
- Weltausstellung in Paris 1900 (Exposition Universelle).
- Auguste Rodin vom 23. Juni 1918 bis 28. Juli 1918 im Kunsthaus Zürich[13] und in Basel.
- Manet, Gauguin, Rodin Musée d’Orsay, Paris, 9. Oktober 1995 bis 21. Januar 1996.
- Rings. Five passions in world art im High Museum of Art, Atlanta 1996.
- Auguste Rodin. Der Kuss, die Paare vom 22. September 2006 bis 7. Januar 2007 in der Kunsthalle der Hypo-Kulturstiftung in München[14] und vom 26. Januar bis 9. April 2007 im Museum Folkwang, Essen.[8]
- Rodin, La Chair, Le Marbre. vom 8. Juni 2012 bis 1. September 2013 im Musée Rodin Paris.